# 梅森·尤因
梅森·西里尔·埃隆·尤因（法語：Mason Cyrille Elong Ewing,1982年4月9日—）作为法国，喀麦隆和美国的制片人，导演，编剧和时装设计师，梅森·尤因现居法国和美国两地。梅森·尤因公司于2011年创建成立，总部位于洛杉矶。梅森·尤因虽然身为盲人，但他凭借自己努力锻铸出一段辉煌的艺术事业生涯。

## 生平

### 早期童年
父亲弗雷德里克·尤因是一名美国商人，已于2010年11月去世。出生于喀麦隆的经济首都杜阿拉，梅森四岁之前一直生活在他的犹太裔喀麦隆母亲，玛丽·弗朗西斯卡·埃隆身边。玛丽·弗朗西斯卡·埃隆既是一名模特也是一名裁缝。梅森对时尚的兴趣和灵感也皆源于他母亲的启发和影响。每当玛丽·埃隆为孩子们缝制衣服时，梅森都会长时间陪伴左右。然后，梅森深爱的母亲不幸在1986年3月离开人世。

之后，他的曾祖母伊莉丝照顾了他三年。在1989年，他便搬到巴黎地区，与曾姨夫卢西恩，曾姨母珍妮特住在一起。不幸的是，他在那段日子里遭受了极端的儿童虐待。他不仅被关闭在一个房间里长达八年之久，同时遭到殴打，还多年忍受着被人往眼睛里扔辣椒的恶刑。1993年，无法再忍受这一切的梅森，经常跑去找警察和法官求助，要求解除曾姨夫和曾姨母的监护照顾。

由于遭受长时间的恶行虐待，1996年4月，梅森不幸失明。他在巴黎的内克病童医院昏迷了三个星期后，奇迹般地活了下来。2001年，他无家可归，只能住进SAMU暂避（法国紧急医疗服务机构）。最后，梅森赢得了法院的判决，他的曾姨父母被判处5000欧元的罚款（至今未付）和一年的缓刑。

### 职业生涯
曾是80年代时期，伊夫·圣·罗兰缪斯级宠儿的Rebecca Ayoko，在2017年间，两度以一袭华丽的婚纱为梅森·尤因的时装秀画上句号。欧莱雅法国多年来也持续支持梅森的事业。

2006年9月20日，梅森的首次时装发布会在巴黎Les Salons Vianneys举行。2006年9月20日，梅森的首次时装发布会在巴黎Les Salons Vianney举行。当时出席名人众多，其中有Celine Balitran，Laurent Petitguillaume，Olivier Lapidus等。2017年，他与巧克力大师Andreï Kanakine合作，专门为在俄罗斯举办的巧克力沙龙时装秀设计了一件礼服。一些法国知名人士都支持过梅森的事业。其中有：电视台主持人Laurent Petitguillaume（曾为他主持过多场时装秀），Olivier Lapidus（Lanvin的前艺术总监），足球运动员Emmanuel Petit，Bruno Bellone，Luc Sonor，Olivier Dacourt，Alioune Touré，巴黎圣日耳曼足球队前主教练Luis Fernandez，前欧洲篮球冠军Paoline Ekambi，女演员Firmine Richard，法国政治家Frédéric Mitterrand，和法国儿童保护部长Adrien Taquet，以及电视台记者Dominique Torres，她亦是梅森的教母。
除了时尚领域外，梅森·尤因还在法国和美国两地执行电影项目。他创作了儿童动画《麦迪逊历险记》和电视剧《米奇波姆》系列。2011年，他移居美国，成为一名电影制片人<。他在洛杉矶的控股公司，梅森·尤因公司（Mason Ewing Corporation）运营着多个电影电视制作项目。梅森创作了电视剧《Eryna Bella》，并制作了短片《Descry》。

自2015年4月起，梅森·尤因公司（Mason Ewing Corporation）旗下的子公司Les Entreprises Ewing设在法国克里奇（Clichy)ref>. www.unifrance.org.   [2020-04-02]. （原始内容存档于2019-05-03） （法语）.</ref>。 梅森本人也是法国生产工会UPC的成员。

在洛杉矶生活了几年后，他回到法国，全心投入于在法国电台和国际频道支持下的热门电视剧《米奇波姆》。 这部电视剧的创作灵感来自于一些他在青少年时期十分喜爱的美国电视节目。

他在2019年制作了一部浪漫爱情喜剧类的剧情长片《爱在雅温得》

### 奖项荣誉
由于长久以来对社区工作的贡献，在2018年，梅森·尤因在宾夕法尼亚州荣获Afrimpact Magazine颁发的A.I.M.奖。多年来，梅森一直支持着”盲人及视障者协会“，和”反现代奴役委员会“。 他也同时是非政府组织“人道包容”及“同性双性变性高危青年庇护协会"的大使。他的付出也一直得到儿童保护国务秘书阿德里安·塔凯的支持。

## 作品列表

### 剧情长片
- Love in Yaounde

### 短片
- 2011年: Descry
- 2017年: Névroses
- 2017年: Comme Les Autres
- 2017年: Le Plus Beau Cadeau de ma Mère

## 外部連結
- 梅森·尤因在互联网电影资料库（IMDb）上的資料（英文）